# Parastephanops cognatus
Parastephanops cognatus är en spindelart som först beskrevs av O. Pickard-Cambridge 1892.  Parastephanops cognatus ingår i släktet Parastephanops och familjen krabbspindlar.
Artens utbredningsområde är Panama. Inga underarter finns listade i Catalogue of Life.